# Relais 4 × 100 mètres féminin aux Jeux olympiques d'été de 2008 (athlétisme)
Navigation
Athènes 2004 Londres 2012
L'épreuve du relais 4 × 100 mètres féminin aux Jeux olympiques de 2008 a eu lieu le 21 pour les séries et le 22 août 2008 pour la finale, dans le Stade national de Pékin.

## Records
Avant cette compétition, les records dans cette discipline étaient les suivants :
| Record du monde  | 41 s 37 | Gladisch-Günther-Auerswald-Göhr | Allemagne de l'Est | 6 octobre 1985 | Canberra |
| Record olympique | 41 s 60 | Wöckel-Göhr-Auerswald-Müller    | Allemagne de l'Est | 1er août 1980  | Moscou   |

## Médaillées
| Or                                       | Argent                                  | Bronze                             |
| Belgique Borlée-Mariën-Ouédraogo-Gevaert | Nigeria Idoko-Kemasuode-Ismaila-Osayomi | Brésil Neto-de Moura-Presti-Santos |

## Résultats

### Finale (22 août)
À la suite d'un mauvais passage de témoin entre la deuxième relayeuse, Sherone Simpson et la troisième Kerron Stewart, les Jamaïcaines, qui alignaient une équipe composée des trois premières du 100 m et la championne olympique du 200 m, n'ont pas terminé la course. 
À la suite de nouvelles analyses pratiquées sur des échantillons provenant de Yulia Chermonshanskaya, indiquant la présence de produits interdits (stanozozol et déhydrochlorméthyltestostérone), la Russie a été disqualifiée a posteriori en août 2016 par le Comité international olympique. La Belgique récupère donc la médaille d'or de l'épreuve.
| Rang | Pays        | Athlète                                                                        | Temps                             |
| ---- | ----------- | ------------------------------------------------------------------------------ | --------------------------------- |
| 1    | Belgique    | Olivia Borlée Hanna Mariën Élodie Ouédraogo Kim Gevaert                        | 42 s 54 (RN)                      |
| 2    | Nigeria     | Ene Franca Idoko Gloria Kemasuode Halimat Ismaila Oludamola Osayomi            | 43 s 04 (SB)                      |
| 3    | Brésil      | Rosemar Coelho Neto Lucimar Aparecida de Moura Thaissa Presti Rosângela Santos | 43 s 14 (SB)                      |
| 4    | Allemagne   | Anne Möllinger Verena Sailer Cathleen Tschirch Marion Wagner                   | 43 s 28                           |
|      | Pologne     | Ewelina Klocek Daria Korczynska Dorota Jedrusinska Joanna Kocielnik            | disqualifié                       |
|      | Russie      | Yevgeniya Polyakova Aleksandra Fedoriva Yulia Gushchina Yuliya Chermoshanskaya | 42 s 31 (SB) déclassé pour dopage |
|      | Jamaïque    | Shelly-Ann Fraser Sherone Simpson Kerron Stewart Veronica Campbell-Brown       | abandon                           |
|      | Royaume-Uni | Jeanette Kwakye Montell Douglas Emily Freeman Emma Ania                        | abandon                           |

### Séries (21 août)
Il y a eu deux series. Les trois premiers de chaque course et les deux meilleurs temps se sont qualifiés pour la finale.
| Rang | Pays        | Athlète                                                                       | Temps          |
| ---- | ----------- | ----------------------------------------------------------------------------- | -------------- |
| 1    | Belgique    | Olivia Borlée Hanna Mariën Élodie Ouédraogo Kim Gevaert                       | 42 s 92 Q (SB) |
| 2    | Royaume-Uni | Jeanette Kwakye Montell Douglas Emily Freeman Emma Ania                       | 43 s 02 Q      |
| 3    | Brésil      | Rosemar Maria Neto Lucimar Aparecida de Moura Thaissa Presti Rosângela Santos | 43 s 38 Q      |
| 4    | Nigeria     | Ene Franca Idoko Gloria Kemasuode Agnes Osazuwa Oludamola Osayomi             | 43 s 43 q (SB) |
| 5    | Pologne     | Ewelina Klocek Daria Korczynska Dorota Jedrusinska Marta Jeschke              | 43 s 47 q      |
| 6    | Biélorussie | Yulia Nestsiarenka Aksana Drahun Nastassia Shuliak Hanna Bahdanovich          | 43 s 69 (SB)   |
|      | Italie      | Anita Pistone Vincenza Calì Giulia Arcioni Audrey Alloh                       | disqualifié    |
|      | États-Unis  | Angela Williams Mechelle Lewis Torri Edwards Lauryn Williams                  | disqualifié    |

| Rang | Pays              | Athlète                                                                        | Temps          |
| ---- | ----------------- | ------------------------------------------------------------------------------ | -------------- |
| 1    | Jamaïque          | Shelly-Ann Fraser Sheri-Ann Brooks Aleen Bailey Veronica Campbell-Brown        | 42 s 24 Q (SB) |
| 2    | Russie            | Yevgeniya Polyakova Aleksandra Fedoriva Yulia Gushchina Yuliya Chermoshanskaya | 42 s 87 Q      |
| 3    | Allemagne         | Anne Möllinger Verena Sailer Cathleen Tschirch Marion Wagner                   | 43 s 59 Q      |
| 4    | Chine             | Yujia Tao Jing Wang Lan Jiang Wangping Qin                                     | 43 s 78        |
| 5    | Thaïlande         | Sangwan Jaksunin Oranut Klomdee Jutamass Thavoncharoen Nongnuch Sanrat         | 44 s 38        |
|      | Ukraine           | Nataliya Pyhyda Nataliya Pohrebnyak Iryna Shepetyuk Oksana Shcherbak           | disqualifié    |
|      | Trinité-et-Tobago | Wanda Hutson Kelly-Ann Baptiste Ayanna Hutchinson Semoy Hackett                | disqualifié    |
|      | France            | Myriam Soumaré Muriel Hurtis-Houairi Lina Jacques-Sébastien Carima Louami      | disqualifié    |

## Légende
Records et Performances
- AR : Record continental (area record)
- CR : Record des championnats (championship record)
- MR : Record du meeting (meet record)
- NR : Record national (national record)
- OR : Record olympique (olympic record)
- PR : Record paralympique (paralympic record)
- PB : Record personnel (personal best)
- SB : Meilleure performance personnelle de la saison (season's best)
- WL : Meilleure performance mondiale de l'année (world leader)
- WJR : Record du monde junior (world junior record)
- WR : Record du monde (world record)

Circonstances et Conditions
- DNF : N'a pas terminé (did not finish)
- DNS : N'a pas pris le départ (did not start)
- DQ : Disqualification (disqualification)
- NM : Aucun essai valable enregistré (No Mark)
- Q : Qualifié « directement » au prochain tour (ou à la prochaine compétition), lors d'une compétition majeure, grâce au classement ou à la réalisation des minima (automatic qualifier)
- q : Qualifié au prochain tour (ou à la prochaine compétition), lors d'une compétition majeure, grâce au repêchage ou à la réalisation de l'une des meilleures performances parmi celles des « non qualifiés directement » (grâce au meilleur temps ou à la meilleure distance par exemple) (secondary qualifier)